# Classe Leander (incrociatore)
Gli incrociatori classe Leander furono i primi incrociatori leggeri della Royal Navy dopo la prima guerra mondiale ed entrarono in servizio tra il 1933 e il 1936. Armati con cannoni binati da 152mm erano dotate di un aereo da ricognizione lanciabile da catapulta che in origine era un Fairey Seafox e successivamente venne sostituito prima da un Fairey Swordfish e poi da un Supermarine Walrus.
Queste unità vennero estensivamente usate durante la seconda guerra mondiale e tra queste l'Ajax fu la "bestia nera" della Regia Marina.

## Caratteristiche tecniche
Il progetto per le unità classe Leander venne influenzato dalle precedenti unità tipo York, a loro volta evoluzione della classe County e venne pensato principalmente per risolvere il problema di fornire protezione al commercio a lungo raggio. Le navi ebbero un dislocamento tra le 7.000 e le 7.200 Long ton, venendo armate con otto cannoni da 152 mm in torrette binate, due a prua e due a poppa. Le nuove torrette, ispirate a quelle utilizzate per l'armamento secondario delle navi da battaglia classe Nelson, avevano un'elevazione massima di 60°. L'armamento secondario consisteva di quattro cannoni da 102 mm, poi rimpiazzati negli anni 30 con installazioni binate, portando così a otto il numero di cannoni. L'armamento antiaereo era formato da 12 mitragliatrici Vickers da 12,7 mm in installazioni quadruple. Erano anche dotati di otto tubi lanciasiluri in due installazioni quadruple e nel progetto era prevista la presenza di due Fairey Seafox imbarcati.
La velocità massima era di 32 nodi (59 km/h) e la corazzatura leggera, calcolata per avere un peso di circa 845 long ton. Le prime cinque navi della classe ebbero tutte le caldaie concentrate in una sola sala macchine mentre gli scarichi venivano concentrati in un solo fumaiolo, caratteristica unica tra gli incrociatori britannici. Questo significava però che un colpo a mezzanave avrebbe potuto distruggere tutta la potenza motrice della nave.
Una delle maggiori differenze tra le prime due navi e le ultime tre, conosciute come "Leander modificate", Amphion o Perth, fu proprio la separazione delle caldaie in due locali diversi a prua e a poppa, con scarico in due fumaioli separati. Questa modifica rendeva quindi possibile per la nave continuare a manovrare anche con una sala macchine inattiva. Per proteggere le due sezioni la corazzatura laterale venne estesa da 26 a 43 metri di lunghezza. Durante il progetto venne anche considerata la possibilità di modificare la torretta più a prua e quella più a poppa portandole a tre pezzi invece di due, ma il piano venne cancellato in quanto la realizzazione avrebbe aumentato troppo il peso della nave e causato problemi al controllo fuoco.

### Modifiche belliche
Durante il conflitto vennero apportate significative modifiche alle navi della classe. L'armamento antiaereo venne potenziato e le navi neozelandesi installarono una serie di cannoni antiaerei da 20 e 40 mm al posto di una torretta principale. Gli aerei imbarcati variarono, venendo usati durante la guerra sia i Fairey Swordfish che i Supermarine Walrus.

## Unità
Le unità della classe vennero costruiti in 8 esemplari in 2 serie. La prima serie era costituita da 5 unità. La 3 unità della 2ª serie denominata classe Amphion, avevano 2 fumaioli e una più razionale disposizione delle artiglierie.
Durante la guerra due unità della 1ª serie servirono nella marina della Nuova Zelanda, mentre le tre unità della 2ª serie vennero trasferite nella marina dell'Australia e vennero rinominate con nomi di città australiane.

### Tipo Leander
- HMS/HMNZS Leander, costruito nei cantieri di Devonport, impostato il 1º agosto 1928, varato il 13 luglio 1929 ed entrato in servizio il 23 luglio 1931 come HMS Leander. Venne trasferito alla Divisione Neozelandese della Royal Navy il 30 aprile 1937, riorganizzata nel 1941 nella Royal New Zealand Navy. Partecipò alla battaglia di Kolombangara nel Pacifico rimanendo gravemente danneggiata da un siluro Type 93 da 610 mm. Le riparazioni durarono fino al 1945. Venne demolita dal 15 gennaio 1950.
- HMS/HMNZS Achilles, costruito nei cantieri Cammell Laird, impostato l'11 giugno 1931, varato il 1º settembre 1932 ed entrato in servizio il 10 ottobre 1933 come HMS Achilles. Venne trasferito nella Divisione Neozelandese della Royal Navy nel 1937, riorganizzata nel 1941 nella Royal New Zealand Navy. Partecipò alla Battaglia del Rio della Plata. Venne venduto all'India nel 1948 e rinominato INS Delhi. In disarmo nel 1978.

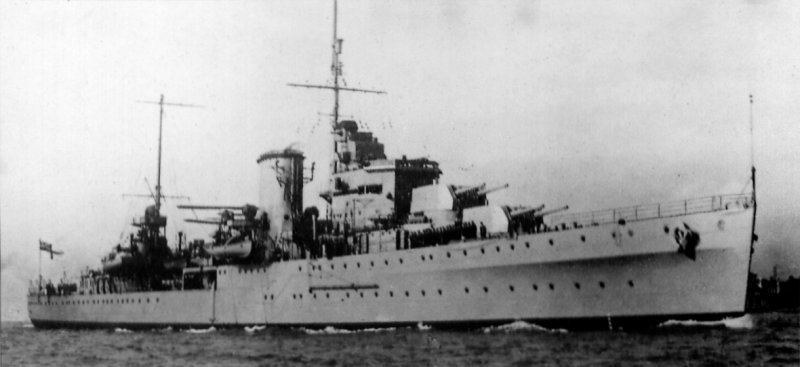
L'incrociatore Ajax, coinvolto in vittoriosi scontri con unità della Regia Marina.

- HMS Ajax, costruito nei cantieri Vickers-Armstrongs, impostato il 7 febbraio 1933, varato il 1º marzo 1934 ed entrò in servizio il 3 giugno 1935. Partecipò alla battaglia del Río de la Plata. Nel marzo 1941 partecipò alla Battaglia di Capo Matapan contro la Regia Marina. Nel 1944 appoggiò le operazioni collegate allo sbarco in Normandia bombardando le posizioni tedesche sulla costa. Venne venduta per essere demolita nel 1949.

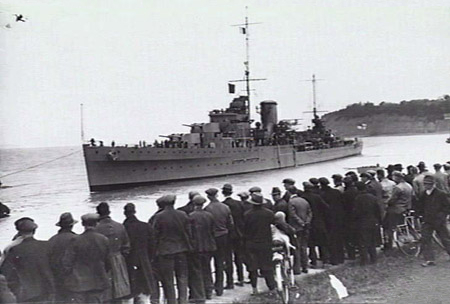
L'incrociatore HMS Neptune affondato su una mina nel Mediterraneo

- HMS Neptune, costruito nei cantieri di Portsmouth, impostato il 24 settembre 1931, varato il 1º gennaio 1933 ed entrato in servizio il 12 febbraio 1934. Operò con equipaggio neozelandese nonostante appartenesse alla Royal Navy. Venne affondato dallo scoppio di una mina italiana al largo di Tripoli il 19 dicembre 1941. Solo un marinaio sopravvisse all'affondamento.
- HMS Orion, costruito nei cantieri di Portsmouth e Vickers Armstrong, impostato il 26 settembre 1931, varato il 24 novembre 1932 ed entrato in servizio il 18 gennaio 1934. Nel 1941 partecipò alla Battaglia di Creta e all'evacuazione delle truppe britanniche dall'isola, rimanendo gravemente danneggiata. Tornatò in servizio nel 1943 e partecipò all'Sbarco in Sicilia e allo sbarco in Normandia. Venne venduta per essere demolita il 19 luglio 1949.

### Tipo Amphion / Sydney

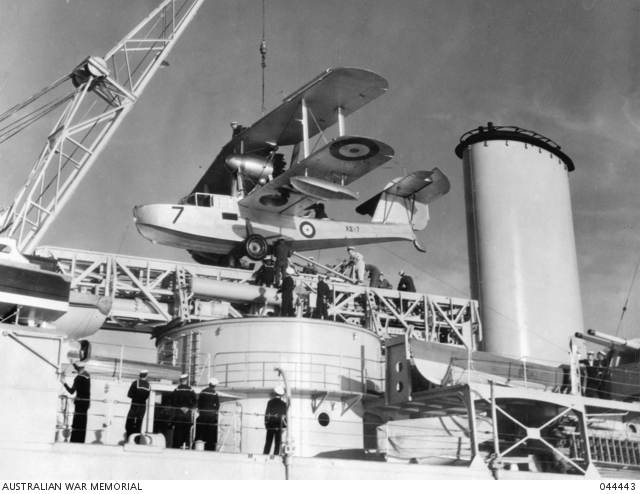
Il ricognitore Supermarine Walrus dell'incrociatore australiano HMAS Sydney

- HMS Amphion / HMAS Perth, costruito nei cantieri di Portsmouth, impostato il 26 giugno 1933, varato il 27 luglio 1934 ed entrato in servizio il 15 giugno 1936. Trasferito alla Royal Australian Navy nel 1939. Durante la guerra fu aggregato alla Mediterranean Fleet partecipando alla battaglia di Capo Matapan nel marzo 1941. Affondato durante la battaglia dello Stretto della Sonda il 1º marzo 1942.
- HMS Apollo / HMAS Hobart, costruito nei cantieri di Devonport venne impostato il 15 agosto 1934, varato il 9 ottobre seguente ed entrò in servizio il 13 gennaio 1936. Trasferito alla Royal Australian Navy nel 1938. Durante la guerra prese parte alla Campagna in Africa Orientale Italiana, alla Battaglia del Mar dei Coralli e alla Campagna di Guadalcanal. Dopo essere stata gravemente danneggiata da un siluro nel 1943 tornò in azione durante la Battaglia di Leyte nel dicembre 1944, partecipando anche alla Campagna del Borneo e alla Campagna di Aitape-Wewak, le ultime fasi della guerra nel Pacifico. Trasferita in riserva dopo la guerra venne demolita nel 1962.
- HMS Phaeton / HMAS Sydney, costruito nei cantieri Swan Hunter, impostata l'8 luglio 1933, varata il 22 settembre 1934 ed entrata in servizio il 24 settembre 1935. Durante la guerra partecipò nel Mediterraneo alle battaglie del convoglio Espero, di Capo Spada, dove affondò l'incrociatore Bartolomeo Colleoni, di Capo Matapan e di Punta Stilo. Nel 1941, al largo dell'Australia occidentale, intercettò la corsara tedesca Kormoran; nella battaglia che seguì affondarono entrambe le navi e non vi furono sopravvissuti della Sydney. I due relitti sono stati individuati durante una campagna di ricerca nel 2008.

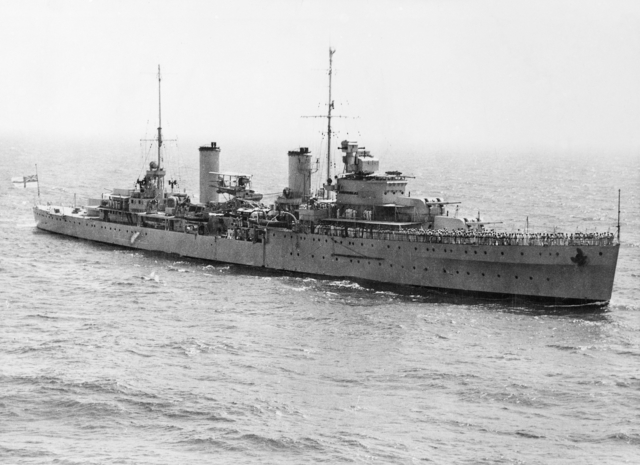
L'incrociatore Sydney (ex-Phaeton)